# Rampage
A Rampage (magyarul: "tombolás") az izraeli Elbit Systems és az IAI vállalatok által közösen kifejlesztett és gyártott légi indítású ballisztikus rakéta (ALBM). A  250 km-es hatótávolságú Rapmage lényegében az EXTRA tüzérségi rakéta légi indítású változata. A fegyvert eddig Izrael és India fegyveres erői rendszeresítették. 

## Kialakítása és jellemzői
A Rampage egy légi indítású ballisztikus rakéta (ALBM), amely legfeljebb mintegy 250 kilométerre lévő célpontok támadhat. A pontos hatótávolsága nem ismert illetve függ az indító repülőgép magasságától és sebességétől. A rakéta 1 és 12200 méter közötti magasságon és 0,7-0,95 Mach sebesség mellett indítható. A rakéta GPS/INS navigációt alkalmazva közel merőlegesen, a hangsebességnél gyorsabban közelíti meg célpontját, ami nehezíti az ellene történő védekezést. A Rampage rakéta 10 méteres körkörös szórással (CEP) bír és a cél felett vagy becsapódás pillanatában vagy késleltetve robbantja fel 120 kilogrammos harcirészét a célpont jellegét figyelembe véve.
Tipikus célpontok, amelyek megsemmisítésére a Rampage rakétát tervezték:
- Nem mozgó és mozgó, tehát "időkritikus" célok
- Légibázisok, irányító tornyok, kiszolgáló épületek
- Lőszertárolók, bunkerek
- Légvédelmi állások
- Logisztikai központok
- Kommunikációs infrastruktúrák
- Infrastrukturális létesítmények (pl. erőművek, kikötők, olajmezők stb.)[2]

## Alkalmazás

### Ismertté vált éles bevetések
A Rampage rakétákkal a Izraeli Légierő 2019-ben egy SZ-300PMU-2 típusú légvédelmi rendszert semmisített meg Szíriában, illetve Irán által támogatott milíciák állásait is többször támadták ezzel a fegyverrel.
Az Izraeli Légierő 2024 április 18-án az iráni Iszfahán városa melletti légibázisra mért csapást, sajtó hírek szerint Rampage rakétákkal. Izrael nem kommentálta hivatalosan a hírt, de Irán elismerte a támadás tényét.

### Alkalmazók
- Görögország - Görög Légierő[6]
- India - Indiai Légierő[7]
- Izrael - Izraeli Légierő[4]

### Lehetséges alkalmazók
- Egyesült Királyság - Brit Királyi Légierő (RAF) - az Ukrajnának átadott Storm Shadow robotrepülőgépek pótlására Rampage rakéták beszerzését tervezi. [8]